# Włodzimierz Chmielewski
Włodzimierz Chmielewski (ur. 7 sierpnia 1945 w Przasnyszu, zm. 8 czerwca 2014) – polski wioślarz (sternik), olimpijczyk z Montrealu 1976.

Był sternikiem osad wioślarskich. Na mistrzostwach Europy w 1971 roku zajął 10. miejsce w konkurencji czwórek ze sternikiem.
Uczestnik mistrzostw świata w 1977 roku w czwórce ze sternikiem, na których zajął 8. miejsce. Na igrzyskach olimpijskich w 1976 roku również zajął 8. miejsce w konkurencji czwórek ze sternikiem. Zawodnik PKW „Budowlani” Płock.